# Ummah – Unter Freunden
Ummah – Unter Freunden  ist ein deutscher Spielfilm aus dem Jahr 2013. Der Film startete am 12. September 2013 in den deutschen Kinos.

## Handlung
Daniel Klemm arbeitet seit fünf Jahren als verdeckter Ermittler beim Verfassungsschutz in Brandenburg. Nach einem missglückten und umstrittenen Einsatz in der Neonazi-Szene von Reinhardtsdorf-Schöna, Sachsen, bei dem zwei Skinheads ums Leben kommen und Daniel mit einem Bauchschuss verletzt wird, will er eigentlich aussteigen, wird aber zunächst nur für drei Monate beurlaubt. Dazu bekommt er eine heruntergekommene Wohnung in der Baderstraße in Berlin-Neukölln (Zone R4) zur Verfügung gestellt. Zunächst verschließt er sich vor seinem neuen Umfeld und wimmelt z. B. seine Nachbarin, die Afghanin Dina, ab, die ihm als Willkommensgruß Kekse vorbeibringt. Beim Versuch, einen Fernseher in seinem neuen Bezirk zu kaufen, lernt er die Gebrauchtelektronikladenbesitzer Abbas und Jamal kennen, die ihn durch ihre Hilfsbereitschaft nach und nach in ihre Gemeinschaft (Ummah, arab. Gemeinschaft, auch: Gemeinschaft der Muslime) aufnehmen. Daniel hat einige Probleme, in der Gemeinschaft von allen akzeptiert zu werden, da er z. B. auf eine arabische Hochzeit als Geschenk eine Sektflasche mitbringt und unter anderem Jamal durch sein Neonazi-Tattoo im Nacken (schwarze Sonne) zeitweise ein Dorn im Auge ist. Durch eine Sprayaktion auf einer Plakatwand, wo eine Unterwäschewerbung gegenüber einem Kindergarten mit einer Burka entschärft wird, kann er sich jedoch Respekt in der Gemeinschaft verschaffen. Mit Dina bahnt sich eine Liebesbeziehung an.
Daniels Chef beim Verfassungsschutz Herr Hartmann kommt irgendwann wieder auf ihn zu und fordert von ihm, Beweise gegen seine neuen Freunde zu suchen, so dass sie als potentielle Terroristen überführt werden können. Der Verfassungsschutz ist zuvor durch eine Korruptionsaffäre in Ungnade gefallen und braucht ein Erfolgserlebnis, das durch die Festnahme von Abbas und Co. herbeigeführt werden soll. Andernfalls soll Daniel ausgetauscht werden. Er weigert sich, und nachdem ihm mit der  Festnahme gedroht wird und seine Freunde festgenommen werden, geht er mit seinen Informationen über die Interna des Verfassungsschutzes an die Öffentlichkeit. Noch während des Fernsehinterviews wird er festgenommen, Abbas wartet vergeblich auf die Rückkehr seines Freundes.
Der Film endet mit einer Szene, in der Daniel, Abbas und Jamal beim Boulespielen im Park zu sehen sind, während eine Nachrichtenansage aus dem Off Daniels Tod bei einem Autounfall verkündet.

## Sonstiges
- Kida Ramadan wurde sowohl für den Deutschen Filmpreis 2014 als auch für den Deutschen Schauspielerpreis 2014 in der Kategorie „Beste darstellerische Leistung/männliche Nebenrolle/Bester Schauspieler Nebenrolle“ nominiert.
- Der Film feierte beim Max-Ophüls-Preis (21. bis 27. Januar 2013) am 23. Januar 2013 in Saarbrücken Premiere. Er war dabei in der Kategorie „Abendfüllender Spielfilm“ nominiert[2].
- Nach der ersten Vorführung wurde das Ende des Films etwas abgeändert und der Film gekürzt.
- Der Film erhielt das Prädikat besonders wertvoll von der deutschen Film- und Medienbewertung.[3]
- Ummah war der Debütfilm von Cüneyt Kaya.
- Die DVD zum Film erschien am 11. April 2014.

## Kritik
„Das Drama ‚Ummah – Unter Freunden‘ spielt in Neukölln und mit Vorurteilen gegen Muslime. Das gelingt szenenweise prächtig. Manchmal mutet der Film uns aber zu wenig zu.“

„Ganz bewusst entwirft der Deutschtürke Cüneyt Kaya mit seinem Spielfilmdebüt ‚Ummah – unter Freunden‘ ein Gegenbild zu gängigen Vorurteilen. Der Film, der im Berliner Problemkiez Neukölln spielt, lässt sich als Einladung in die muslimische Gemeinschaft verstehen.“

„Ein zwischen sympathischer Milieuschilderung und großspuriger ‚Räuberpistole‘ changierendes Drama mit didaktischem Unterton. Außergewöhnlich ist der Film nicht nur in inszenatorischer, sondern auch darstellerischer Hinsicht.“